# Глісандо
Глісандо (італ. glissando) — музичний термін, походить від французького слова «glissant», що означає «плавний» перехід від одного звуку до іншого по черзі через всі можливі для відтворення на даному інструменті звуки, що лежать між ними.
На струнних інструментах ефект глісандо досягається шляхом ковзання пальцем по грифу під час видобування звуку, на клавішних інструментах — швидким рухом пальцями по білих або (рідше) чорних клавішах, на арфі — по струнах (можливе лише з використанням 7 нот звукоряду), на тромбоні — ковзанням куліси, на бандурі дістаємо провівши рукою (одним або кількома пальцями по струнах більш чи менше похилою лінією вверх або вниз. Коли лінія підіймається, чи то спадає, круто, то це означає, глісандо має проходити швидко, а при меншому похилі — повільніше. Коли лінія коротка, глісандо не пробігає багатьох нот, коли довша — робиться широке.
Глісандо використовується також у співі (ненавмисне glissando є, однак, поширеною помилкою виконавців).
У нотах прийом глісандо скорочено позначається gliss або лінією від однієї ноти до наступної. Коло ноти ставиться й палець яким воно виконується. Глісандо може бути означене й неозначене. Неозначене — це таке, що починається не з певної ноти й закінчується не на певній ноті. Означене ж має або означений початок, або означений кінець, або те й друге разом.
Способів, якими можна брати глісандо, дуже багато. Можна провести різко нігтем або пучкою. Можна зробити crescendo-diminuendo і тоді. Коли при кінці глісандо знак -І, це означає що глісандо ведеться певною мірою швидкості, але враз треба цю швидкість збільшити в багато разів.
Міняти можна не тільки силу звуку, а й швидкість пересування руки: одна частина глісандо робиться повільніше, а друга швидше. Дуже збільшивши під кінець швидкість руху, можна дістати ривок, рвонути струни на кінець для певного ефекту.
Вести глісандо можна не безпереривною лінією, а переривати, вертатися назад, або на ту ноту.
Можна грати глісандо в інтервалах — терції, сексти, в октавах. Можна грати хроматичні глісандо або діатонічні.